# Abdusalom Hasanow
Abdusalom Hasanow – tadżycki bokser, brązowy medalista mistrzostw świata w Bangkoku, w wadze piórkowej.

## Kariera amatorska
Hasanow startował na mistrzostwach świata w Belfaście, gdzie odpadł w drugiej walce.
W 2003 roku podczas mistrzostw świata w Bangkoku zdobył brązowy medal w wadze piórkowej. W półfinale przegrał minimalnie na punkty 17:19 z Vitalim Tajbertem, który zdobył srebrny medal.